# Chuchelná
Chuchelná är en ort i Tjeckien. Den ligger i den östra delen av landet, 260 km öster om huvudstaden Prag. Chuchelná ligger 243 meter över havet och antalet invånare är 1 315.
Terrängen runt Chuchelná är platt. Runt Chuchelná är det ganska tätbefolkat, med 134 invånare per kvadratkilometer. Närmaste större samhälle är Opava, 16,2 km väster om Chuchelná. I omgivningarna runt Chuchelná växer i huvudsak blandskog.